# Hanna Nagel
Hanna Nagel (als Johanna Nagel; * 10. Juni 1907 in Heidelberg; † 15. März 1975 ebenda) war eine deutsche Künstlerin, die von 1927 bis 1933 ein patriarchatskritisches Frühwerk schuf. In ihren frühen Bildern setzte sie sich intensiv gegen Diskriminierung und menschenverachtende Bedingungen ein. Sie befasste sich nicht nur mit Misogynie, Antisemitismus und Rassismus, sondern auch mit der Diskriminierung von Armen und Kranken. Dabei thematisierte sie  kulturkritische, juristische, psychologische, pädagogische sowie sexualwissenschaftliche Fragen, den Paragraphen 218, Homophobie und die Rechte von Kindern. Dementsprechend sprach sie sich für Vielfalt und Toleranz aus und kritisierte autoritäre Strukturen sowie unüberlegte Anpassung. Hanna Nagel gilt als Vertreterin des Verismus mit surrealistischen Einflüssen. In ihrem Spätwerk weicht sie stark von den frühen Motiven ab. Ihr Gesamtwerk umfasst vor allem Grafik und Buchillustrationen sowie einige Ölgemälde.

## Leben und Arbeiten
Hanna Nagel wuchs als älteste Tochter des Großkaufmanns Johannes Nagel und seiner Frau Bertha geb. Nuß, mit einer Schwester, Margarete und einem adoptierten Bruder, Heinz, in Heidelberg auf, wo sie eine Mädchenschule besuchte. Bereits als Kind zeichnete die Linkshänderin und begann 1924 eine Lehre als Buchbinderin. Von 1925 bis 1929 studierte sie an der Badischen Landeskunstschule Karlsruhe bei Karl Hubbuch, Wilhelm Schnarrenberger und Hermann Gehri, zuletzt als Meisterschülerin in der Radierklasse bei Walter Conz. Dort kritisierte sie den Umgang mit Studentinnen, insbesondere mit Hilde Isay, einer Jüdin, die mit Karl Hubbuch eine Liebesbeziehung eingegangen war. In zahlreichen Porträts und Aktzeichnungen setzt sie sich kritisch mit Machtmissbrauch und Diskriminierung auseinander und beschreibt die daraus resultierenden Folgen.
Im Herbst 1929 zog sie, wie ihr späterer Mann, nach Berlin und setzte ihr Studium an den Vereinigten Staatsschulen für Freie und Angewandte Kunst fort. Auch dort setzte sie sich kritisch mit der weiblichen und männlichen Rollenverteilung auseinander. Sie gehörte den Klassen von Emil Orlik und Hans Meid an. Emil Orlik sah in ihr eine „neue Kollwitz“. Diese vermachte ihr 1933, nach ihrer Entlassung, einen großen Schubladentisch aus ihrem Atelier.
1931 heiratete sie den Maler Hans Fischer und schloss kurz darauf, Anfang 1932, das Studium ab. 1933–36 folgten Aufenthalte in der Villa Massimo in Rom, nachdem Hanna Nagel und später ihr Mann den Rompreis erhalten hatten. Sie betätigte sich vor allem als Zeichnerin und Grafikerin. 
Hanna Nagel war in der Zeit des Nationalsozialismus Mitglied der Reichskammer der bildenden Künste und konnte an vielen Ausstellungen teilnehmen. 1936 erschien das erste der über 100 von ihr illustrierten Bücher, darunter auch Kinderbücher. U. a. illustrierte sie Anton Tschechows Die Möwe, Maxim Gorkis Nachtasyl und Werke von Daphne du Maurier. Zu Hanna Nagels Grafikzyklen zählen „Phantasien zu 24 Chopin-Préludes“, „Die Träumende“ und „Angst“. 
Die Malerin und Lyrikerin Irene Fischer-Nagel, geboren 1938 in Heidelberg, ist Hanna Nagels einziges Kind.
Ihr Ehemann wurde 1940 zum Kriegsdienst eingezogen und verließ die Familie 1947. Die letzten 30 Jahre verbrachte sie dauernd unter Schmerzen leidend in Heidelberg. 1963 musste sie nach einer Armoperation auf die rechte Hand umstellen.
Ihr umfangreiches Werk ist zum Teil noch nicht publiziert, ihr künstlerischer Nachlass größtenteils in Privatbesitz. Einen schriftlichen Teilnachlass verwahrt das Germanische Nationalmuseum Nürnberg.
Der nach ihr benannte Hanna-Nagel-Preis wird alljährlich von einer prominenten Frauen-Jury (u. a. Jutta Limbach) in Karlsruhe verliehen.

## Auszeichnungen
- 1933: Rompreis
- 1936: Stipendium der deutschen Albrecht-Dürer-Stiftung
- 1937: Kassel-Preis und Silbermedaille für Grafik auf der Pariser Weltausstellung
- 1941: Bronzemedaille der spanischen Falange[4]
- 1960: Joseph-E.-Drexel-Preis
- 2020: Hanna-Nagel-Straße, Benennung einer Straße im ehemaligen US-Quartier in Heidelberg-Rohrbach gemäß Beschluss des Heidelberger Stadtrats vom 12. November 2020.[5]

## Werke (Auswahl)
- Frau mit zwei Kindern (Zeichnung; im Bestand des Leopold-Hoesch-Museums Düren)[6]
- Portrait eines Mannes (Bleistift-Zeichnung; im Bestand der Staatlichen Kunsthalle Karlsruhe)[7]
- Abschied (Tuschzeichnung mit Pinsel und Feder; im Bestand des Lindenau-Museums Altenburg/Thüringen)[8]
- Frau in Tracht mit Kind (Federzeichnung; im Bestand des Angermuseums Erfurt)[8]
- Der Fischer (Federzeichnung; im Bestand des Angermuseums Erfurt)[8]
- Madonna (Feder-Zeichnung; ausgestellt 1937 auf der Großen Deutschen Kunstausstellung)[9]
- Liebespaar (Feder-Zeichnung; ausgestellt 1937 auf der Großen Deutschen Kunstausstellung)[10]

## Ausstellungen
- 1929: Internationale Ausstellung der Frauen in Not Berlin
- 1934: Frühjahrs-Ausstellung Preußische Akademie der Künste Berlin
- 1934: Herbst-Ausstellung Preußische Akademie der Künste Berlin
- 1935: Herbst-Ausstellung Preußische Akademie der Künste Berlin
- 1936: Ausstellung der Bremer Kunstschau in der Böttcherstrasse aus Anlass der Olympischen Sommerspiele und Olympischen Winterspiele 1936
- 1937: Große Deutsche Kunstausstellung im Haus der Deutschen Kunst zu München (mit den Federzeichnungen Madonna und Liebespaar)
- 1937: Kunstausstellung Köln, Kölnischer Kunstverein
- 1938: Hanna Nagel, Hans Fischer: Zeichnungen: Galerie Karl Buchholz: 30. Ausstellung, 30. März bis 30. April
- 1938: „Kunstausstellung“. Veranstalter: NS-Gemeinschaft „Kraft durch Freude“, Kunsthalle Hamburg
- 1939: „Die Freizeit“. Eine Kunstausstellung innerhalb der Leistungsschau der NS-Gemeinschaft „Kraft durch Freude“
- 1939: Frühjahrs-Ausstellung Preußische Akademie der Künste Berlin
- 1940: Frühjahrs-Ausstellung Preußische Akademie der Künste Berlin
- 1940: Deutsche Graphik, Kunstverein in Hamburg
- 1940: Zeichnungen und Pastelle zeitgenössischer deutscher Künstler, Städtische Kunsthalle Mannheim
- 1940: Gast-Ausstellung des Vereins der Künstlerinnen zu Berlin, Haus Verein Berliner Künstler
- 1941: Frühjahrs-Ausstellung Preußische Akademie der Künste Berlin
- 1941: Künstlerisches Frauenschaffen der Gegenwart, Gästehaus der Reichsfrauenführung
- 1941: Oberrheinische Kunstausstellung Baden-Baden in der Kunsthalle Baden-Baden
- 1941: Die deutsche Malerin und Bildhauerin, Kunsthalle Düsseldorf
- 1942: Große Berliner Kunstausstellung
- 1942: Der Deutsche Westen. Malerei und Plastik der Gegenwart. Kölnischer Kunstverein
- 1942: Frühjahrs-Ausstellung Preußische Akademie der Künste Berlin
- 1943: Frühjahrs-Ausstellung Preußische Akademie der Künste Berlin
- 1943: Aus Kinder und Märchenwelt, Anhaltische Gemäldegalerie in Dessau
- 1943: Westdeutsche Künstler – Münchner Zeichner, Städtische Galerie München
- 1943: Ausstellung „Junge Kunst im Deutschen Reich“ im Wiener Künstlerhaus
- 1944: Hanna Nagel, Hans Fischer, 26. März – 23. April 1944, Erfurter Kunstverein
- 2007: Hanna Nagel: frühe Werke 1926 bis 1933. 12. Mai 2007 bis 5. August 2007, Städtische Galerie Karlsruhe; 16. August bis 14. Oktober 2007, Das Verborgene Museum, Berlin.
- 2011: Hanna Nagel, Frankfurter Kunstkabinett Hanna Bekker vom Rath, Frankfurt am Main
- 2022: Hanna Nagel. Wiederentdeckung einer Pionierin feministischer Kunst, Kunsthalle Mannheim